# Celerena amplimargo
Celerena amplimargo là một loài bướm đêm trong họ Geometridae.